# Coudenhove-Kalergi
Coudenhove-Kalergi – czeska rodzina arystokratyczna, za której założycieli uważa się Franza Codenhove, który w 1790 r. otrzymał tytuł reichsgrafa oraz jego żonę Marię Kalergis.

## Historia
Coudenhove – stara rodzina rycerska, pochodząca z Brabancji, za której protoplastę uważa się Geralda I de Codenhove (zm. 1259). Podczas rewolucji niderlandzkiej w 2. połowie XVI w. skierowanej przeciwko Habsburgom przenieśli się do Flandrii.
Kalergis – wywodzili się od Nicefora II Fokasa, cesarza bizantyńskiego we wczesnym średniowieczu oraz szlachty z Krety. Początkowo ród nazywał się Kalergis (później skrócone do formy Kalergi) w XIII w. Nazwisko to wywodziło się od słów: kalon (piękny) i ergon (akcja).
Obie rodziny zostały połączone 27 czerwca 1857 w Paryżu, podczas gdy Franz Coudenhove pojął za żonę Marię Kalergi, jedyną córkę mecenaski i pianistki, Marie Nesselrode i jej męża Johanna (Jana Kalergi). Wszystkie dobra obu rodzin uległy także połączeniu. Franz i Maria mieli wspólnie sześcioro dzieci, w tym Heinricha, który za zezwoleniem cesarza Franciszka Józefa rozszerzył nazwisko na dwuczłonowe.
Do rodziny należały m.in.: Zamek Kunštát i Dalečín. 

## Ważniejsi przedstawiciele
- Gerolf Coudenhove-Kalergi
  - Barbara Coudenhove-Kalergi (ur. 1932), czesko-austriacka dziennikarka, córka Gerolfa
- Heinrich von Coudenhove-Kalergi, ożenił się z Mitsuko Aoyamą; ich potomkowie to m.in.:
  - Richard Nikolaus von Coudenhove-Kalergi (1894–1972), austriacki pisarz, polityk i twórca Międzynarodowej Unii Paneuropejskiej
  - Ida Friederike Görres, szóste dziecko Heinricha, pisarka, Reichsgräfin Coudenhove-Kalergi
- Max von Coudenhove (1865–1928), austriacki dyplomata
- Maximilian von Coudenhove (1805−1889), austriacki feldmarszałek
- Michael Coudenhove-Kalergi, malarz[2].